# Thue Christiansen
Thue Hans Lynge Christiansen (født 25. februar 1940 i Maamorilik i Uummannaq, død 26. juni 2022 i Hals) var en grønlandsk lærer, kunstner og politiker. Christiansen er bedst kendt som skaberen af Grønlands flag.
Christiansen fik sin læreruddannelse fra Haderslev Statsseminarium i 1964. Han arbejdede som lærer i Danmark og Grønland. I årene 1973–74 var han ved Danmarks Lærerhøjskole. Da Grønland fik selvstyre i 1979 blev Christiansen landsstyremedlem for Siumut i landstyret Jonathan Motzfeldt I, det vil sige minister, for kultur og undervisning, en post han besatte til 1983.
Foruden lærergerningen og det politiske engagement, har Christiansen også virket som billedkunstner, skulptør og kulturformidler. Han har haft en række offentlige udsmykninger og har haft udstillinger både i Grønland og i udlandet. I 1985 skabte han det som blev valgt til Grønlands flag. Han har også udformet en række logoer for virksomheder, organisationer og institutioner.
Christiansen modtog Nersornaat i guld i 1991, blev ridder af Dannebrogordenen i 1997 og fik i 2002 Den Grønlandske Kulturpris.